# Korg Kronos
De Korg Kronos is een music workstation die door Korg van 2011 tot 2022 werd gemaakt. De Kronos is de opvolger van de OASYS-serie, en werd begin 2011 aangekondigd tijdens de NAMM Show in de Verenigde Staten. Vergelijkbare werkstations uit dezelfde klasse zijn de Roland Fantom en de Yamaha Motif.

## Eigenschappen
De Kronos bevat negen verschillende klankbronnen, een ingebouwde sequencer, een digitale audiorecorder, effecten, een kleuren-aanraakscherm, en een klavier dat beschikbaar is in 61-, 73-, of 88-toetsen. De 61-toetsen heeft een halfgewogen klavier, de 73- en 88-toetsen-uitvoering hebben een volledig gewogen klavier.
De Kronos bevat de KARMA-architectuur, die is overgenomen uit de Korg KARMA. Dit is een complexe arpeggiator die muzikale frases kan genereren op basis van gespeelde noten.
Net zoals voorganger OASYS is de Kronos een aangepaste softwaresynthesizer, werkzaam op een Intel Atom-processor met een Linux-gebaseerd besturingssysteem. Klanken kunnen bewerkt worden op een computer met aanvullende software. De Kronos kan ook worden geïntegreerd met een digitaal audiomontagesysteem als softwarematige plug-in-synthesizer.

## Klankbronnen
De Kronos beschikt over negen klankbronnen. Hiermee is het mogelijk om realistische klanknabootsingen te creëren. Dit zijn:
- HD-1, sample-gebaseerde klanksynthese
- SGX-1, gebruikt doorlopende pianosamples
- EP-1, modellering voor elektrische piano's
- CX-3, modellering voor elektromechanische orgels
- AL-1, gebaseerd op subtractieve synthese
- MS-20EX, bootst een uitgebreide versie van de oorspronkelijke Korg MS-20 uit 1978 na
- PolysixEX, bootst de Korg Polysix analoge synthesizer uit 1982 na
- MOD-7, bron voor FM-synthese en kan klanken van de Yamaha DX7 importeren
- STR-1, physical modelling klanksynthese

Na het uitkomen van de Kronos 2 werd SGX-1 vervangen door SGX-2. Deze voegt modellering voor snaar-resonantie toe, en ondersteuning voor 12 lagen van aanslaggevoeligheid per toets. Oudere Kronos modellen kregen een update die de SGX-2 klankbron toevoegt.

## Kronos X
De Kronos X werd geïntroduceerd in juli 2012 met OS-versie 2, en de Kronos 2 met OS-versie 3 werd aangekondigd in november 2014. De Kronos 2 werd ook wel gepromoot als de "new Kronos".
Deze nieuwe versies zijn evenwel gebaseerd op de Intel Atom maar hebben meer geheugen en nieuwe klanken.

## Bekende gebruikers
Bekende gebruikers van de Kronos zijn Derek Sherinian, Herbie Hancock, Jordan Rudess, Chris Lowe, Yes, Guy Fletcher, Keith Emerson, Vangelis en Peter Gabriel.